# Craig (Misuri)
Craig es una ciudad ubicada en el condado de Holt en el estado estadounidense de Misuri. En el Censo de 2010 tenía una población de 248 habitantes y una densidad poblacional de 352,03 personas por km².

## Geografía
Craig se encuentra ubicada en las coordenadas 40°11′34″N 95°22′27″O / 40.19278, -95.37417. Según la Oficina del Censo de los Estados Unidos, Craig tiene una superficie total de 0.7 km², de la cual 0.7 km² corresponden a tierra firme y (0%) 0 km² es agua.

## Demografía
Según el censo de 2010, había 248 personas residiendo en Craig. La densidad de población era de 352,03 hab./km². De los 248 habitantes, Craig estaba compuesto por el 99.19% blancos, el 0% eran afroamericanos, el 0.4% eran amerindios, el 0% eran asiáticos, el 0% eran isleños del Pacífico, el 0.4% eran de otras razas y el 0% pertenecían a dos o más razas. Del total de la población el 0.81% eran hispanos o latinos de cualquier raza.